# Оллбрайт, Ландри
Ла́ндри О́ллбрайт (англ. Landry Alexandra Allbright; 1 августа 1989, Пасадина, Калифорния, США) — американская актриса.

## Биография
Ландри Александра Оллбрайт родилась в 1989 году в Пасадине, штат Калифорния. Её сестра, Тейлор Оллбрайт, также актриса. Она начала профессиональную актёрскую карьеру в возрасте 2-х лет, начиная со съёмок в рекламе. Она продолжала сниматься на протяжении всего своего детства и много раз появлялась в кино и на телевидении.
В 1997 году стала лауреатом премии «Молодой актёр» в номинации «Лучшая роль в дневном драме — юная актриса» за роль Бриджет Форрестер в мыльной опере «Дерзкие и красивые».
После пятнадцати лет в карьере, Ландри решила сосредоточиться на своём образовании и на несколько лет ушла из карьеры. Она получила степень бакалавра в области изобразительных искусств в колледже Эмерсона в Бостоне и в настоящее время продолжает свою карьеру.

## Избранная фильмография
| Год       |    | Русское название             | Оригинальное название                     | Роль                      |
| --------- | -- | ---------------------------- | ----------------------------------------- | ------------------------- |
| 1996—1997 | с  | Дерзкие и красивые           | The Bold and the Beautiful                | Бриджет Форрестер         |
| 1997      | ф  | Воздушная тюрьма             | Con Air                                   | Кейси По                  |
| 2000      | с  | Малкольм в центре внимания   | Malcolm in the Middle                     | Джули Холемен             |
| 2000      | с  | Человек-невидимка            | The Invisible Man                         | Джессика Семплер          |
| 2000      | ф  | Гринч — похититель Рождества | Dr. Seuss' How the Grinch Stole Christmas | 8-летняя Марта Мэй Ктовье |
| 2000      | с  | Спин-Сити                    | Spin City                                 | Сьюзи                     |
| 2001      | с  | Справедливая Эми             | Judging Amy                               | Абриана Франклин          |
| 2001      | с  | Седьмое небо                 | 7th Heaven                                | Кристи Паркс              |
| 2001—2002 | с  | Уилл и Грейс                 | Will & Grace                              | Нэнси                     |
| 2002      | мс | Проект Зета                  | The Zeta Project                          | Кейл                      |
| 2003      | с  | Без следа                    | Without a Trace                           | Энни Миллер               |
| 2003      | с  | Клиент всегда мёртв          | Six Feet Under                            | Мэри Джейн                |
| 2004      | с  | Защитник                     | The Guardian                              | Меган Тилден              |
| 2005      | с  | Западное крыло               | The West Wing                             | Элиша                     |